# باز-عقاب‌های کاکلی
باز-عقاب‌های کاکلی (نام علمی: Nisaetus) سرده‌ای از باز-عقاب‌ها از زیرخانواده عقابیان و راسته بازسانان هستند که تقریباً در همه گونه‌های آن دارای کاکل هستند که بیشتر در مناطق گرمسیری آسیا یافت می‌شوند. در گذشته بخشی از سردهٔ بازعقاب‌های اصلی (نام علمی: Spizaetus) بودند اما مطالعات مولکولی نشان داد که به سردهٔ Ictinaetus نزدیک‌تر هستند. این بازعقاب‌ها با بدنی لاغر و میان‌جثه، دارای کاکل، بال‌های گرد و نواردار، پاهای بلند پردار و سازگار با زیستگاه‌های جنگلی هستند

## ریشه‌شناسی
واژهٔ Nisus de Lacépède, 1799 به معنی باز و واژهٔ aetos یونانی: αετος به معنی عقاب است.

## فهرست گونه‌ها
| نگاره | نام علمی                                       | نام انگلیسی                                  | پراکنش                                                       |
| ----- | ---------------------------------------------- | -------------------------------------------- | ------------------------------------------------------------ |
|       | Nisaetus alboniger (Blyth, 1845)               | باز-عقاب خاوری (Blyth's hawk-eagle)          | شبه‌جزیره مالزی، سنگاپور، سوماترا و برنئو                     |
|       | Nisaetus bartelsi Stresemann, 1924             | باز-عقاب جاوه‌ای (Javan hawk-eagle)           | جاوه                                                         |
|       | Nisaetus cirrhatus (Gmelin, 1788)              | باز-عقاب گونه‌گون (Changeable hawk-eagle)     | هند و سریلانکا، و از جنوب هیمالیا تا جنوب شرق آسیا و فیلیپین |
|       | Nisaetus floris (E. Hartert, 1898)             | باز-عقاب فلورس (Flores hawk-eagle)           | مناطق فلورس، لومبوک، سومباوا در سونداس کوچک                  |
|       | Nisaetus lanceolatus Temminck & Schlegel, 1844 | باز-عقاب سولاوسی (Sulawesi hawk-eagle)       | سولاوسی، و مجمع‌الجزایر بوتون، مونا و جزایر سولا              |
|       | Nisaetus nanus Wallace, 1868                   | باز-عقاب کوچک (والاس) (Wallace's hawk-eagle) | برونئی، اندونزی، مالزی، میانمار و تایلند                     |
|       | Nisaetus nipalensis (Hodgson, 1836)            | بازعقاب کوهی (Mountain hawk-eagle)           | هند، نپال تا تایلند، تایوان، اندونزی و ژاپن                  |
|       | Nisaetus kelaarti (Legge, 1878)                | باز-عقاب کرالا (Legge's hawk-eagle)          | جنوب هند تا سریلانکا                                         |
|       | Nisaetus philippensis Gould, 1863              | باز-عقاب فیلیپینی (Philippine hawk-eagle)    | فیلیپین                                                      |
|       | Nisaetus pinskeri Preleuthner and Gamauf, 1998 | بازعقاب پینسکر (Pinsker's hawk-eagle)        | لیت، سامار، نگروس و میندانائو در فیلیپین                     |